# Oplophorus typus
Oplophorus typus is een garnalensoort uit de familie van de Oplophoridae. De wetenschappelijke naam van de soort werd in 1837 voor het eerst geldig gepubliceerd door Henri Milne-Edwards.